# Diecezja Xiwanzi
Diecezja Xiwanzi, diecezja Chongli (łac. Dioecesis Zinimensis, chiń. 天主教西湾子教区) – rzymskokatolicka diecezja ze stolicą w Xiwanzi w powiecie Chongli, w prefekturze miejskiej Zhangjiakou, w prowincji Hebei, w Chińskiej Republice Ludowej. Diecezja jest sufraganią archidiecezji Suiyuan.
Diecezja obejmuje również część regionu autonomicznego Mongolia Wewnętrzna.

## Historia
28 sierpnia 1840 papież Grzegorz XVI brewe Cum per similes erygował wikariat apostolski Mongolii. Dotychczas wierni z tych terenów należeli do wikariatu apostolskiego Liaotung (obecnie archidiecezja Shenyang).
21 grudnia 1883 nastąpił podział wikariatu na: wikariat apostolski Centralnej Mongolii ze stolicą w Xiwanzi, wikariat apostolski Południowo-Zachodniej Mongolii (obecnie archidiecezja Suiyuan) oraz wikariat apostolski Wschodniej Mongolii (obecnie diecezja Jinzhou).
14 marca 1922, po oderwaniu się części Mongolii od Chin, z wikariatu apostolskiego Centralnej Mongolii wydzielono misję sui iuris Mongolii Zewnętrznej (obecnie prefektura apostolska Ułan Bator). W tym dniu omawiana jednostka zmieniła nazwę na wikariat apostolski Chaha’er a 3 grudnia 1924 na wikariat apostolski Xiwanzi.
8 lutego 1929 odłączono wikariat apostolski Jining (obecnie diecezja Jining).
W wyniku reorganizacji chińskich struktur kościelnych dokonanej przez papieża Piusa XII 11 kwietnia 1946 wikariat apostolski Xiwanzi podniesiono do godności diecezji.
Z 1950 pochodzą ostatnie pełne, oficjalne kościelne statystyki. Diecezja Xiwanzi liczyła wtedy:
- 40 725 wiernych (5,8% społeczeństwa)
- 72 księży (33 diecezjalnych i 39 zakonnych)
- 83 sióstr zakonnych.

Od zwycięstwa komunistów w chińskiej wojnie domowej w 1949 diecezja, podobnie jak cały prześladowany Kościół katolicki w Chinach, nie może normalnie działać.
W 1958 Patriotyczne Stowarzyszenie Katolików Chińskich powołało swojego antybiskupa Xiwanzi, mimo iż legalny, mianowany przez papieża biskup Xiwanzi Melchior Zhang Kexing wciąż żył. W 1980 PSKCh połączyło mające stolice w prefekturze miejskiej Zhangjiakou diecezje Xiwanzi i Xuanhua tworząc diecezje Zhangjiakou. Zostało to dokonane bez mandatu Stolicy Apostolskiej, więc z kościelnego punktu widzenia działania te były nielegalne. Wierny papieżowi Kościół podziemny zachował w swojej strukturze oba biskupstwa.
Bp Melchior Zhang Kexing w 1984 potajemnie wyświęcił swego następcę, którym został Andrew Hao Jinli - katolicki ksiądz więziony za wiarę w latach 1958 - 1981. Bp Hao Jinli przejął diecezję po śmierci bp Zhang Kexinga w 1988. Podobnie jak poprzednik miał uznanie Stolicy Świętej, lecz jego sakry nie uznawał komunistyczny rząd. Z powodu przynależności do wiernego papieżowi Kościoła podziemnego był inwigilowany przez reżimowe służby, które m.in. założyły na jego domu monitoring w celu kontrolowania ograniczonych odwiedzin. Miesiąc przed śmiercią policja nie pozwoliła wysłać schorowanego, 94-letniego biskupa do szpitala.
W 2002 bp Hao Jinli wyświęcił biskupa pomocniczego, również wieloletniego więźnia za wiarę Leo Yao Lianga. Już jako biskup Yao Liang był aresztowany w 2005 i 2006 m.in. za wyświęcenie 20 księży. Wraz z nim osadzono księży i świeckich, którzy protestowali przeciw zatrzymaniu biskupa (2 księży i 20 świeckich przebywało w więzieniu jeszcze w 2009). Lata 2006 - 2009 bp Yao Liang spędził w więzieniu. Kilka miesięcy po wyjściu na wolność 85-letni duchowny zmarł.

## Ordynariusze

### Wikariusze apostolscy
- Joseph-Martial Mouly CM[a] (1840 - 1846) następnie mianowany administratorem apostolskim Pekinu
- Florent Daguin CM[a] (1857 - 1859)
  - François-Ferdinand Tagliabue CM[a] (1859 - 1865) prowikariusz; później mianowany koadiutorem wikariatu apostolskiego Jiangxi
  - Géraud Bray CM[a] (1865 - 1866) prowikariusz; później mianowany wikariuszem apostolskim Jiangxi
  - Theophiel Verbist CICM[b] (1866 - 1868) prowikariusz
  - Antoon-Everhard Smorenburg CM[c] (1869 - 1871) prowikariusz[4]
  - Jacques Bax CICM[b] (1871 - 1895) prowikariusz
- Jacques Bax CICM[b] (1874 - 1895)
- Jerome van Aertselaer CICM[b] (1898 - 1924)
- Everard Ter Laak CICM[c] (1924 - 1931)
- Leon-Jean-Marie De Smedt CICM[b] (1931 - 1946)

### Biskupi
- Leon-Jean-Marie De Smedt CICM (1946 - 1951)
- Melchior Zhang Kexing (1951 - 1988)
- Andrew Hao Jinli (1988 - 2011)
- sede vacante (być może urząd sprawuje biskup Kościoła podziemnego) (2011 - nadal)

### Antybiskupi
Ordynariusze mianowani przez Patriotyczne Stowarzyszenie Katolików Chińskich nieposiadający mandatu papieskiego:
- Pan Shaoqing (1958 - ?)